# Francisco Cepeda
Francisco Cepada (ur. 8 marca 1906 w Sopuerta, zm. 14 lipca 1935 w Grenoble) – hiszpański kolarz szosowy.
Zmarł podczas transportu do szpitala po upadku podczas Tour de France na zjeździe z Col du Galibier.

## Najważniejsze wyniki
1925
1. miejsce Circuito de Getxo
1926
2. miejsce Prueba Villafranca-Ordiziako Klasika
2. miejsce Circuito de Getxo
1927
3. miejsce Spanish National Road Race Championships
1929
1. miejsce Circuito de Getxo
1. miejsce GP Pascuas
1. miejsce Vuelta a Alava
2. miejsce GP Vizcaya
1931
2. miejsce Prueba Villafranca-Ordiziako Klasika
3. miejsce GP Vizcaya
1932
3. miejsce Vuelta a Alava